# Pierre-Marie Dufour
Pour les articles homonymes, voir Dufour.
Pierre-Marie Dufour, né le 11 mai 1790 à Vionnaz et décédé le 21 janvier 1862 à Monthey, est un militaire suisse, naturalisé français en 1818.

## Biographie
Dufour commence sa carrière militaire en 1807 en s'engageant dans le 1er régiment de la République du Valais, alors État indépendant et ayant pour nom la République rhodanienne.
Il rejoint ensuite le bataillon valaisan où il est fait lieutenant en 1810 et avec lequel il prend part à la guerre d'indépendance espagnole en Catalogne. Il combat également pendant la campagne d'Allemagne avec le 11e régiment d'infanterie légère où il est promu capitaine.
De retour en Suisse il commande un bataillon de 1817 à 1827, année durant laquelle il s'engage dans l'armée du royaume des Deux-Siciles.
À Naples, Pierre-Marie Dufour est incorporé dans le 3ème régiment suisse qui est composé d'hommes venant exclusivement des cantons du Valais, des Grisons et de Schwytz. Il en prend le commandement le 7 septembre 1840 lorsqu'il est promu colonel. Il finit sa carrière en tant que général de brigade en 1848.

## Distinctions
- (1814, France)  Chevalier de la Décoration du Lys
- (1823, France)  Chevalier de l'Ordre Royal et Militaire de Saint-Louis
- (1824, France)  Chevalier de la Légion d'honneur
- (1848, Deux-Siciles)  Commandeur de l'Ordre Sacré et Militaire Constantinien de Saint-Georges de la Réunion
- (1857/1862, France)  Médaillé de Sainte-Hélène
- (18..., Russie)  Commandeur de l'Ordre de Sainte-Anne de Russie